# フィルム・ディストリクト
フィルム・ディストリクト（FilmDistrict、FilmDistrict Holdings, LLC）は、2010年にGKフィルムズのグレアム・キングとティム・ディントンとで設立された総合製作・配給会社。映画作品にとどまらず、CM製作や金融事業なども積極的に行なっている。2015年、フォーカス・フィーチャーズに吸収される。

## 主な作品

### 配給作品
- インシディアス Insidious（2010）
- ソウル・サーファー Soul Surfer（2011）
- ダーク・フェアリー Don't Be Afraid of the Dark（2011）
- ドライヴ Drive（2011）
- ラム・ダイアリー The Rum Diary（2011）
- 最愛の大地 In the Land of Blood and Honey（2011）
- ロックアウト Lockout（2012）
- LOOPER/ルーパー Looper（2012）
- スマイル、アゲイン Playing for Keeps（2012）
- レッド・ドーン Red Dawn（2012）
- PARKER/パーカー Parker（2013）
- デッドマン・ダウン Dead Man Down（2013）
- エンド・オブ・ホワイトハウス Olympus Has Fallen（2013）
- 死霊のはらわた Evil Dead（2013）
- インシディアス 第2章 Insidious: Chapter 2（2013）
- オールド・ボーイ Oldboy（2013）
- ポンペイ Pompeii（2014）

### 製作作品
- インシディアス Insidious（2011）